# Bástya (heraldika)
A bástya a címertanban a sakkjáték stilizált figurája. Nem tévesztendő össze a heraldikai toronnyal. Főleg Nyugat-Európában gyakori. Már a 13. században megtalálható az angol heraldikában. Felül a liliom szirmaira emlékeztető nyúlványokban végződik, ezért a régi heraldikusok gyakran félreértelmezték. A német von Rochow család címerébe is így került három liliom.
Főleg a névre utaló vagy beszélő címerképként fordul elő, pl. a francia Roquette, az angol Rochford grófok, az aragón Roqueses, a brabanti Reynegom család és a szász Rochlitz uradalom címerében. Ritkán a bástya ismertebb formája, az ormos-lőréses sakkfigura is előfordulhat.